# Guglielmo Marconi
Guglielmo Marconi (en español, también, Guillermo Marconi, Bolonia, 25 de abril de 1874-Roma, 20 de julio de 1937) fue un ingeniero electrónico italiano, conocido como uno de los más destacados impulsores de la radiotransmisión a larga distancia, por el establecimiento de la Ley de Marconi, así como por el desarrollo de un sistema de telegrafía sin hilos (TSH) o radiotelegrafía.
Es señalado a veces como el inventor de la radio, aunque realmente esta es una invención colectiva, y compartió en 1909 el Premio Nobel de Física junto a Carl Ferdinand Braun en reconocimiento a sus contribuciones en el desarrollo de la telegrafía inalámbrica.
Fue también uno de los inventores más reconocidos y, además del Premio Nobel, recibió la Medalla Franklin, fue presidente de la Accademia Nazionale dei Lincei y el rey Víctor Manuel III de Italia le nombró marqués, con lo que pasó a recibir el trato de «Ilustrísimo Señor». Además, está incluido en el Salón de la fama del museo de Telecomunicaciones y Difusión de Chicago, y en su honor la Asociación Nacional de Radiodifusión de los Estados Unidos entrega anualmente los premios NAB Marconi Radio Awards.

## Biografía
Segundo hijo de Giuseppe Marconi, terrateniente italiano, y su esposa de origen irlandés, Annie Jameson, estudió en la Universidad de Bolonia. Fue allí donde llevó a cabo los primeros experimentos acerca del empleo de ondas electromagnéticas para la comunicación telegráfica. En 1896, los resultados de estos experimentos se aplicaron en Gran Bretaña, entre Penarth y Weston, y en 1898 en el arsenal naval italiano de La Spezia. A petición del gobierno de Francia, en 1899 hizo una demostración práctica de sus descubrimientos, y estableció comunicaciones inalámbricas a través del canal de la Mancha, entre Dover y Wimereux.
Atraído por la idea de transmitir ondas de radio a través de Atlántico, marchó a San Juan (Terranova), donde, el 12 de diciembre de 1901 recibió la letra «S» en Código Morse, transmitida por encargo suyo desde Poldhu (Cornualles) por uno de sus ayudantes, a través de 3360 km de océano. No obstante, la primera comunicación transatlántica completa no se hizo hasta 1907. Reginald Aubrey Fessenden ya había transmitido la voz humana con ondas de radio el 23 de diciembre de 1900.
En 1903, estableció en los Estados Unidos la estación WCC, para transmitir mensajes de este a oeste, en cuya inauguración cruzaron mensajes de salutación el presidente Theodore Roosevelt y el rey Eduardo VII del Reino Unido. En 1904, llegó a un acuerdo con la Oficina de Correos británica para la transmisión comercial de mensajes por radio. Ese mismo año, puso en marcha el primer periódico oceánico a bordo de los buques de la línea Cunard, que recibía las noticias por radio.
Hacia 1908 creó una sucursal de su compañía en la localidad suburbana de Bernal, 17 km al sur de Buenos Aires, gerenciada por allegados. Desde allí logró comunicar con Canadá y Europa, realizando la primera telecomunicación inalámbrica sudamericana.

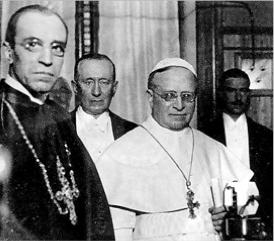
Marconi, el cardenal Pacelli y Pío XI en la inauguración de Radio Vaticana (1931)

Su nombre se volvió mundialmente famoso a consecuencia del papel que tuvo la radio al salvar cientos de vidas con ocasión de los naufragios del Republic (1909) y del Titanic (1912).
El valor de la radio en la guerra se demostró por primera vez durante la guerra ítalo-turca de 1911. Con la entrada de Italia en la I Guerra Mundial en 1915, fue designado responsable de las comunicaciones inalámbricas para todas las fuerzas armadas, y visitó los Estados Unidos en 1917 como miembro de la delegación italiana.
Tras la guerra, pasó varios años trabajando en su yate, el Elettra, preparado como laboratorio, en experimentos relativos a la conducción de onda corta y probando la transmisión inalámbrica dirigida, que compartió con Carl Ferdinand Braun. Fue nombrado miembro vitalicio del Senado del Reino de Italia en 1918 y en 1929 recibió el título de marqués. Se cree que Nikola Tesla rechazó el premio Nobel porque decía precisamente que Marconi había tomado patentes suyas para hacer su invento, y que hasta que le retirasen el premio a Marconi él no lo aceptaría. Historia que es rechazada por la fundación Nobel, ya que no hay registro de cartas donde demuestre este hecho.
La Radio Vaticana fue fundada por Guglielmo Marconi e inaugurada por Pío XI (con el mensaje radial Qui arcano Dei) el 12 de febrero de 1931.

## Controversias
Es frecuente atribuirle la invención de la radio, realmente fue una invención colectiva. Además de la patente de Marconi, se patentaron dispositivos antecesores de lo que hoy conocemos como aparato de radio en un corto periodo en distintos lugares, como son los casos de Alexander Popov o de Julio Cervera, quien la registró el 2 de julio de 1897 en el Reino Unido. 
Un año después de la primera transmisión sin hilos, Marconi patentó su invento y los ingleses concedieron al joven inventor de veintidós años de edad una subvención de 15 000 francos. De ahí en más, el éxito no se hizo esperar. A pedido del gobierno francés hizo una demostración práctica de sus descubrimientos en 1899, estableciendo comunicaciones inalámbricas a través del Canal de la Mancha. El 27 de marzo de 1899 consigue el enlace a través del canal entre Dover (Inglaterra) y Boulougne (Francia), a una distancia de 48 km, en lo que fue la primera transmisión entre ambos países. 
La Marconi Wireless Tel. Co. emprendió contra el Gobierno de Estados Unidos de América un proceso judicial contencioso por el uso de equipos de trasmisión del Ejército de los Estados Unidos, construidos sin pagar los derechos de patente a la Marconi Co. En la sentencia de 21 de junio de 1943, se establece una compensación gubernamental para el uso de patentes, principalmente durante la Primera Guerra Mundial, pero no por las patentes originales que cubren la transmisión y recepción de radio, sino aquellas que cubren mejoras posteriores. Algunos creen erróneamente que esta sentencia dio la prioridad a Tesla sobre Marconi en la invención de la radio. En realidad, la Corte Suprema de los Estados Unidos de América confirmó un fallo de un Tribunal inferior, en 1935, el cual dispuso que el trabajo anterior de Oliver Joseph Lodge -y especialmente el de John Stone Stone- tenía prioridad. La decisión de la Corte Suprema no anuló las patentes originales de Marconi, ni su reputación como la primera persona en desarrollar comunicación radiotelegráfica práctica. Simplemente, aclaró que la adopción de transformadores ajustables en los circuitos de transmisión y recepción, que fue una mejora de la invención inicial, fue totalmente anticipada por las patentes otorgadas a Oliver Joseph Lodge y John Stone Stone. La sentencia NO determinó "quién inventó la radio".
Ley de Marconi
La Ley de Marconi es la relación entre la altura de las antenas y la distancia máxima de señalización de las transmisiones de radio. La distancia máxima con buena señalización varía directamente con el cuadrado de la altura de la antena transmisora. 
Se define así:
Si H es la altura de la antena y D la distancia máxima de señalización, entonces tenemos que.
{\displaystyle H=c{\sqrt {D}}},
Donde c es una constante.

## Vida personal
- Marconi tenía un hermano (Alfonso Marconi) y un hermanastro, Luigi. Marconi trabó amistad con Charles van Raalte y su esposa Florence, los propietarios de la Isla Brownsland; y Margarita, su hija. En 1904 se encontró con su amiga, Beatrice O'Brien (1882–1976), hija de Edward O'Brien, 14.º barón de Inchiquin. El 16 de marzo de 1905, Beatrice O'Brien y Marconi se casaron, y pasaron su luna de miel en la isla de Brownsland. Tuvieron 3 hijas, Degna (1908–1998), Gioia (1916–1996), y Lucia (nació y murió en 1906), y un hijo, Giulio, II marqués Marconi (1910–1971). En 1913, los Marconi volvieron a Italia y pasaron a ser parte de la sociedad romana. Beatrice sirvió como dama de compañía a la Reina Elena. Los Marconis se divorciaron en 1924 y, a petición de Marconi, el matrimonio fue anulado el 27 de abril de 1927, para que este pudiera volver a casarse. El 12 de junio de 1927 (religiosamente el 15 de junio), Marconi se casó con Cristina Bezzi-Scali (1900–1994). Juntos tuvieron una hija, Maria Elettra Elena Anna (nacida en 1930), quien se casaría con el príncipe Carlo Giovannelli (1942–2016) en 1966; aunque luego se divorciarían.
- En 1923, Marconi fue uno de los primeros en unirse al Partido Fascista Italiano, convirtiéndose en un activo fascista y fiero defensor de su ideología y acciones tales como el ataque de las tropas italianas en Etiopía.
- En su discurso de entrada al Partido afirmó: «Reivindico el honor de haber sido el primer fascista en la radiotelegrafía, el primero en reconocer la utilidad de unir los rayos eléctricos en un haz, como Mussolini ha reconocido por primera vez en el campo político la necesidad de reunir en un haz las sanas energías del País, por la mayor grandeza de Italia».[12]
- Marconi quiso presentar personalmente en 1931 la primera locución de radio de un Papa, Pío XI, y anunció en el micrófono: «Con la ayuda de Dios, quien coloca tantas fuerzas misteriosas de la naturaleza a la disposición del hombre, he sido capaz de preparar este instrumento el cual dará a los fieles de todo el mundo el gozo de escuchar la voz del Sagrado Padre».[13]

## Aportes a la ciencia
- Telegrafía usando el código Morse (inventado por Samuel Morse) sin necesidad de cables conductores;
- la Antena Marconi;
- comercialización de la radio;
- la Ley de Marconi.

## Honores
- En 1902 fue nombrado Gran Oficial de la Orden de la Corona de Italia.
- En 1909, Marconi compartió el Premio Nobel de Física con Carl Ferdinand Braun por sus contribuciones a la programación de radio.
- En 1914 fue nombrado senador por el rey de Italia Víctor Manuel III.
- En 1918, le fue entregada la Medalla Franklin por el Instituto Franklin.
- En 1920, le fue entregada la medalla IREE del honor.
- En 1929, fue nombrado marqués por el rey Víctor Manuel III, convirtiéndose así en el Marquesse Marconi.
- En 1931, fue recompensado con la medalla John Scott Medal por la telegrafía inalámbrica.
- En 1934, fue recompensado con la medalla Wilhelm Exner.
- En 1975, Marconi fue introducido en el Salón de la Fama de Inventores Nacionales.
- En 1977, Marconi fue introducido en el Salón de la Fama de Locutores Nacionales.
- En 1990, el Banco de Italia emitió un billete de 2000 liras incluyendo su retrato en el frente y sus logros en la parte trasera.
- En 2001, Inglaterra emitió una moneda de dos libras celebrando el centenario de la invención de la comunicación inalámbrica por parte de Marconi.
- En 2009, Italia emitió una moneda conmemorativa de plata con el valor de 5 euros en honor y memoria del Centenario del Premio Nobel de Marconi.
- En 2009, fue introducido en el Salón de la Fama de Nueva Jersey.
- La academia neerlandesa de radio otorga anualmente el Premio Marconi a los programas más sobresalientes de radio.
- La Asociación Nacional de Locutores de Estados Unidos otorga anualmente los NAB Marconi Radio Awards, también a los programas y estaciones de radio más destacadas.
- En 2023, la Academia Española de la Radio junto a la princesa Elettra Marconi instauran el premio " Marconi World Radio Day Award", un galardón anual para distinguir a una emisora de radiodifusión en el marco de la celebración del Día Mundial de la Radio, establecido por Naciones Unidas en 2011.

## Eponimia
- El cráter lunar Marconi lleva este nombre en su memoria.[14]
- El asteroide (1332) Marconia también conmemora su nombre.[15]
- En la ciudad de Resistencia, República Argentina, una de sus avenidas lleva el nombre de este físico e inventor. Esta avenida cambia de nombre al empalmar con Avenida Alberdi, siendo su continuación bautizada en honor al también físico e inventor Thomas Alva Edison.